# تپه حسین بگی
تپه حسین بگی مربوط به عصر مس - عصر مفرغ است و در شهرستان خرم آّباد، بخش چغلوندی، دهستان بیرانوند جنوبی، ۷۰۰ متری غرب روستای حسین بگی واقع شده و این اثر در تاریخ ۲۸ اسفند ۱۳۸۵ با شمارهٔ ثبت ۱۸۵۴۷ به‌عنوان یکی از آثار ملی ایران به ثبت رسیده است.